# 擬金眼鯛
擬金眼鯛（學名：P. molucca），又稱摩鹿加單鰭魚，為輻鰭魚綱鱸形目鱸亞目擬金眼鯛科的其中一個種，分布於印度西太平洋馬來西亞、蘇門答臘南部至峇里海峽，本魚體側扁呈卵形，尾柄細長，眼大，吻圓鈍，無脂性眼瞼，下頜稍突出，腹鰭較小，位於近胸處，體色為粉紅色，背部顏色較深，魚鰭為紅色，體長可達15公分。主要棲息在岩礁及珊瑚礁區，屬夜行性魚類，屬肉食性，以甲殼類及蠕蟲為食，生活習性不明。

## 扩展阅读
維基物種上的相關：擬金眼鯛